# 石川欣一 (ジャーナリスト)

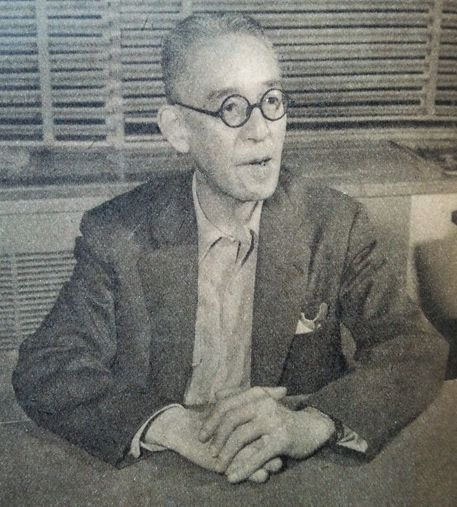
1952年

石川 欣一（いしかわ きんいち、1895年（明治28年）3月17日 - 1959年（昭和34年）8月4日）は、ジャーナリスト、随筆家、翻訳家。おもに毎日新聞社に属した。

## 生涯
東京に生れた。父は動物学者の石川千代松、母は貞。貞は法学者の箕作麟祥の娘である。
1906年（明治39年）に東京高等師範学校附属小学校尋常科（現・筑波大学附属小学校）、1913年（大正2年）に東京高等師範学校附属中学校（現・筑波大学附属中学校・高等学校）を卒業。1916年（大正5年）に第二高等学校 (旧制)を卒業。
1918年（大正7年）（23歳）、東京帝国大学英文科から、アメリカのプリンストン大学に転じ、1920年卒業して、大阪毎日新聞社の学芸部員となった。留学中、父千代松の恩師、大森貝塚のエドワード・S・モースの知遇を得、その縁が、モースの『日本その日その日』の邦訳・出版（1929年）に繋がった。
妻「江い」は、東山千栄子の妹である。
大阪毎日新聞社から東京日日新聞社へ移り、1933年（昭和8年）から1935年まで、ロンドン支局長を勤め、1937年、大阪毎日新聞社文化部長となった。勤務の傍ら、随筆・翻訳の執筆にはげんだ。登山・たばこを好んだことは、おもな文業の項に見る通りである。
1942年（昭和17年）（47歳）、日本軍が占領したフィリピンのマニラ新聞社に出向したが、1944年12月、アメリカ軍の反攻上陸をルソン島の山中に避け、1945年9月、新聞報道関係者22人を率いて投降し、年末浦賀に帰った（『比島投降記』（1946年）。
戦後は、毎日新聞社出版局長、サン写真新聞社長などを歴任した。
1952年（57歳）、小津安二郎監督作品『お茶漬の味』に出演した。同年東京ライオンズクラブの初代会長に、翌1953年、日本ライオンズクラブの初代ガバナーになった。その年、ヴァン・ウィック・ブルックス著『アメリカ文学史』の翻訳出版により、日本芸術院賞を受賞した。
1959年（64歳）、ニューヨークのライオンズクラブ世界大会で国際理事に就任したが、帰国後の8月4日、急逝した。

## おもな文業
各列記の1行目に初版、2行目以降に重版・改版などを記す。

### 著作
- 『旅から旅へ』、東京日日新聞社・大阪毎日新聞社、（1923）
- 『パイプをくはえて』、東京日日新聞社・大阪毎日新聞社、（1924）
- 『煙草とパイプ』、郊外社、（1925）
- 『むだ話』、春陽堂、（1926）
- 『山へ入る日』、中央公論社（1929）
- 『煙草通』、四六書院 通叢書、（1930）
- 『山・都会・スキー』、四六書院（1931）
- 『ひとむかし』、人文書院（1936）
- 『大阪弁』、創元社、（1939）
- 『樫の芽』、白水社、（1943）
- 『比島投降記 - ある新聞記者の見た敗戦』、大地書房（1946）
  - 中公文庫（1995）ISBN 9784122022485
- 『世界の春』、春光社（1947）
- 『卅年』、文藝春秋新社、（1948）
- 『たばこ談義』、毎日新聞社（1949）
- 『ひなたぼっこ』、桐陰堂書店、（1953）
- 『可愛い山』、中央公論社（1954）
  - 白水社（1987）ISBN 9784560030097
  - 新編・ヤマケイ文庫クラシックス（2024）ISBN 9784635050081
- 『山を思う』、山と渓谷社 山渓山岳新書（1955）
- 『旅・酒・煙草』、朋文堂 旅窓叢書16、（1955）
- 『タバコ・あれこれ』、ダヴィッド社 （1957）
- 『チャーチル』、日本書房 現代伝記全集12（1959）

### 訳業
- ジェームス・マシュー・バリー 『マイ レーディー ニコティーン』、春陽堂（1925）、国立国会図書館オンライン
  - 『妖姫ニコティン』、白水社（1938）
- エドワード・S・モース 『日本その日その日』、科学知識普及会（1929）
  - 創元選書（1939）。抜粋訳
    - 新訂版：講談社学術文庫（2013） ISBN 9784062921787

  - 完訳版：平凡社〈東洋文庫〉全3巻（初版1970）ISBN 9784582801712、ISBN 9784582801729、ISBN 9784582801798
    - ワイド版（オンデマンド）平凡社東洋文庫（2004）ISBN 9784256801710、ISBN 9784256801727、ISBN 9784256801796
- パール・バック 『アジヤの友へ』、毎日新聞社（1946）
- ジョセフ・グルー 『滞日十年　日記・公文書・私文書に基く記録』、毎日新聞社（上下）（1948）
  - 改訂版：『滞日十年』ちくま学芸文庫（上下、解説保阪正康）（2011）ISBN 9784480094018、ISBN 9784480094025
- ジョン・ハーシー 『ヒロシマ』、谷本清と共訳、法政大学出版局（1949、新装版1982ほか）
  - 『ヒロシマ　増補版』、明田川融が増訂訳、法政大学出版局（2003　新装版2014） ISBN 9784588316302
- パール・バック 『郷土』、毎日新聞社、（1949）
- アーニイ・パイル 『これが戦争だ 兵隊ジョー』、高橋長助と共訳、養徳社（1951）
- フランク・ギブニイ（Frank Gibney）、『日本の五人の紳士』、毎日新聞社（1953）
- トーマス・ハーディ 『テス』上下、河出文庫（1955）
  - 新版「河出世界文学大系52」河出書房新社（1980）、他に同社「世界文学全集」
- バーナード・リーチ 『陶工の本』、中央公論社（1955）
  - 新装改版：河出書房新社（2020） ISBN 9784309256528
- ロバート・シュワンテス（Robert Schwantes）、『日本人とアメリカ人 日米文化交流百年史』、創元社（1957）
- ウィンストン・チャーチル 『人生と政治に関する我が意見』、創元社（1958）
- クリフトン・フェディマン（Clifton Fadiman）『頭脳の楽しみ』、荒地出版社（1958）
- マーク・トウェイン 『ハックルベリー・フィンの冒険』、研究社アメリカ文学選集 （1958）
  - 「筑摩世界文学大系35（1980）」中の一篇
- ヴァン・ウィック・ブルックス（Van Wyck Brooks）、ダヴィッド社（1953）
  - 『アメリカ文学史1800 - 1915 (1)  造る者と見出す者、ワシントン・アーヴィングの世界』
  - 『(2) 花ひらくニュー・イングランド』、『(3) メルヴィルとウィットマンの時代』
  - 『(4) 小春日和のニュー・イングランド』、『(5) 自信の歳月 1885年-1915年』
    - 新装版：名著普及会 （1987）ISBN 9784895513043、ISBN 9784895513050、ISBN 9784895513067、ISBN 9784895513074、ISBN 9784895513081